# شيطان شائك
الشيطان الشائك (الاسم العلمي: Moloch horridus)، حيوان صحراوي يتواجد ويعيش في وسط أستراليا في الصحاري والأماكن قليلة الأشجار حيث تتوفر التربة الرملية.

## شكله
يبلغ طوله 8 إلى 20 سم كما أن لونه متداخل بألوان الصحراء، واللون الأساسي له هو البني ويميل إلى الصفرة في الأيام الدافئة وإلى الحمرة في الأيام الباردة، يغطي جسمه نتوء وأشواك على الرأس والرقبة وشكل الجسم مخروطي تقريبا وهذا يساعد على إخافة الضواري، والأنثي أكبر حجما من الذكر.

## سلوكه
عندما يشعر بالخطر يقوم بإظهار نتوء عضوي على خلف رقبته للتمويه ويخفي رأسه الحقيقي بين ارجله الأربع، ويحصل على الرطوبة والنداوة أثناء الليل ومن المطر.

## غذاؤه
يتغذى على النمل والحشرات الصغيرة حيث بإمكانه أكل حوالي 5000 نملة في وجبة واحدة.

## التزاوج ووضع البيض
يضع البيض في شهري سبتمبر وديسمبر، ويضع حوالي 3-10 بيضات حيث يقوم بدفنهم تحت الأرض على عمق 30 سم ويفقس البيض بعد 3-4 أشهر.